# 아딜베크 니야짐베토프
아딜베크 사비토비치 니야짐베토프(카자흐어: Әділбек Сәбитұлы Ниязымбетов 애딜베크 새비툴르 니야즘베토프, 러시아어: Адильбек Сабитович Ниязымбетов, 1989년 5월 19일~)는 카자흐스탄의 권투 선수로 2016년 하계 올림픽에서 라이트헤비급 은메달을 획득했다. 또한 세계 선수권 대회에서 은메달 2개, 아시안 게임에서 금메달 1개를 획득했고 아시아 선수권 대회에서 금메달 1개와 은메달 1개를 획득했다.